# Daniel Trubač
Daniel Trubač, né le 17 juillet 1997 à Opočno en Tchéquie, est un footballeur tchèque qui évolue au poste de milieu offensif au FK Teplice.

## Biographie

### En club
Né à Opočno en Tchéquie, Daniel Trubač est formé par le FC Hradec Králové.
Il débute en première division le 17 août 2014, lors d'un déplacement sur la pelouse du Viktoria Plzeň (défaite 4-0). Il inscrit son premier but en première division le 9 mai 2015, lors de la réception du Baník Ostrava, permettant à son équipe de l'emporter 1-0.
Lors de l'été 2017, il est recruté par le Slavia Prague, mais se voit prêté dans la foulée au FK Teplice. Il joue son premier match le 5 août 2017, lors d'une rencontre de championnat face au Dukla Prague. Il entre en jeu à la place de Martin Fillo (en) et son équipe l'emporte par trois buts à un.
Le 20 février 2019, Daniel Trubač s'engage définitivement avec le FK Teplice, sans avoir joué le moindre match avec le Slavia.

### En sélection nationale
Avec les moins de 20 ans, Trubač joue un total de deux matchs, les deux en 2017.
Daniel Trubač joue son premier match avec l'équipe de Tchéquie espoirs le 31 août 2017, lors d'un match amical face à la Turquie. Il entre en jeu lors de cette rencontre qui se solde par un match nul (1-1). Au total, il reçoit 12 sélections avec les espoirs. Il délivre une passe décisive contre la Croatie en mars 2018, puis officie comme capitaine contre l'Autriche en juin 2018.